# جرجيسة
جرجيسة قرية في محافظة حمص. تقع على الطرف الشمالي الغربي لسد الرستن.